# Kouandé

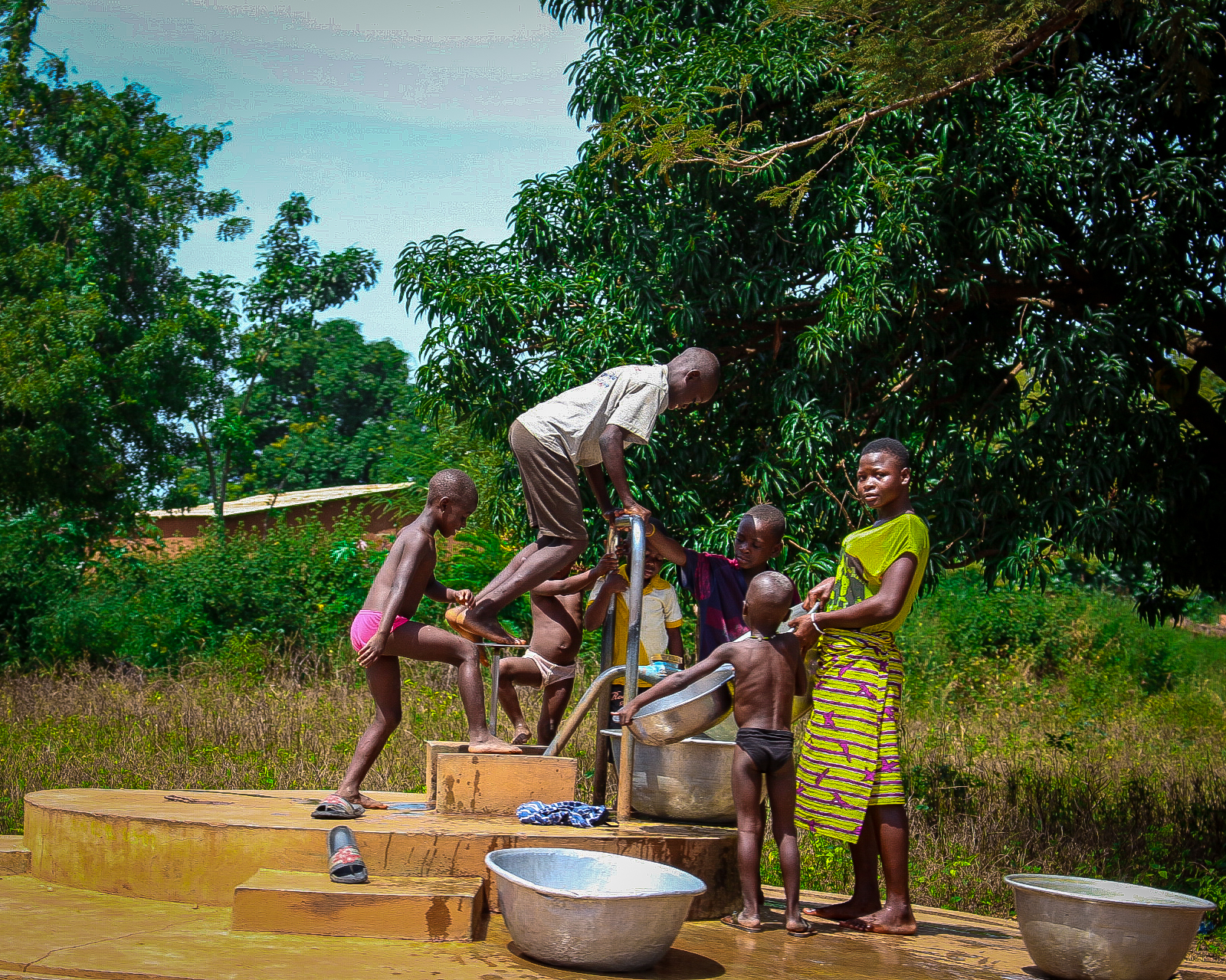
Kouandé.

Kouandé és una ciutat i comuna de Benín, al departament d'Atakora. la comuna té una superfície de 4.500 km² i una població el 2002 de 80.261 habitants. La població principal de la comuna tenia una població estimada el 2008 de 7.127 habitants. Abans de 1999 era capital d'una circumscripció.